# Nunggi
Nunggi is een bestuurslaag in het regentschap Bima van de provincie West-Nusa Tenggara, Indonesië. Nunggi telt 3657 inwoners (volkstelling 2010).